# Европейски път E23
Европейски път Е23 е европейски автомобилен маршрут от категория А, свързващ Мец (Франция) на запад и Лозана (Швейцария) на изток. Дължината на маршрута е 391 km.
- Франция: Мец – Нанси – Епинал – Везул – Безансон —
- Швейцария: Лозана.

Е23 е свързан със следните маршрути:
| - E25 - E50 - E21 | - E411 - E60 - E62 |